# Dicranopteris sandwicensis
Dicranopteris sandwicensis là một loài dương xỉ trong họ Gleicheniaceae. Loài này được O. Deg. mô tả khoa học đầu tiên.